# Državna cesta D62
D62 je državna cesta u Hrvatskoj. Ukupna duljina iznosi 89,4 km.